# Малое Турали
Малое Турали (Малые Турали) — солёное озеро в России, в Дагестане.

## Информация об объекте
Озеро Малое Турали находится на севере Карабудахкентского района, на южной окраине Каспийска, недалеко от побережья Каспийского моря. Параллельно расположено озеро Большое Турали.
Площадь поверхности озера, по разным данным, 1,4, 1,5, 2, 3 км². Размеры озера — 3 на 0,7 км. Глубина достигает 1,8 м, по другим данным — не более 1,2 м, 1 м, средняя глубина — 1 м.
На озере гнездятся редкие виды птиц: ходулочник и малая крачка, из более распространённых — огарь, пеганка, чибис и другие. Является одним из мест миграционных остановок и зимовки птиц.
В апреле 2016 года в озеро запустили мальков карпа.